# ورزش زورخانه‌ای
ورزش زورخانه‌ای یا ورزش باستانی یا ورزش پهلوانی، دسته‌ای از حرکت‌های ورزشی و رزمی است که در ابتدا برای آموزش جنگجویان در ایران باستان استفاده می شد. ورزش زورخانه‌ای در گود زورخانه و با آواز و نوای ضرب مرشد از گذشته‌های دور رواج داشته‌ است. هم چنین در زورخانه افزون بر ورزش زورخانه‌ای، کشتی پهلوانی نیز گرفته‌می‌شود. پهلوان محمود خوارزمی متخلص به قتّالی، مشهور به پوریای ولی، یکی از نامدارترین و محبوب‌ترین پهلوانان تاریخ ایران است که از او به عنوان بنیان‌گذار این ورزش هم یاد می شود.
پروندهٔ ثبت جهانی آیین‌های پهلوانی و زورخانه‌ای به کوشش فدراسیون ورزش پهلوانی و زورخانه‌ای ایران با همکاری سازمان میراث فرهنگی، صنایع دستی و گردشگری آماده گردید. «آیین‌های پهلوانی و زورخانه‌ای»  در سال ۲۰۱۰ در فهرست میراث معنوی یونسکو از سوی ایران به عنوان میراث بشری و بخشی از تاریخ ایران به ثبت جهانی رسید.
دانشنامه بروک‌هاوس آلمانی، با استناد به پژوهش‌های دانشگاه ورزش آلمان، ورزش زورخانه‌ای را در کتاب اصلی و جلد ویژه ورزش، کهن‌ترین ورزش بدنسازی جهان بازشناسانده‌است.
روز ۱۷ شوال در ایران هرساله روز فرهنگ پهلوانی و ورزش زورخانه‌ای نامگذاری شده است.

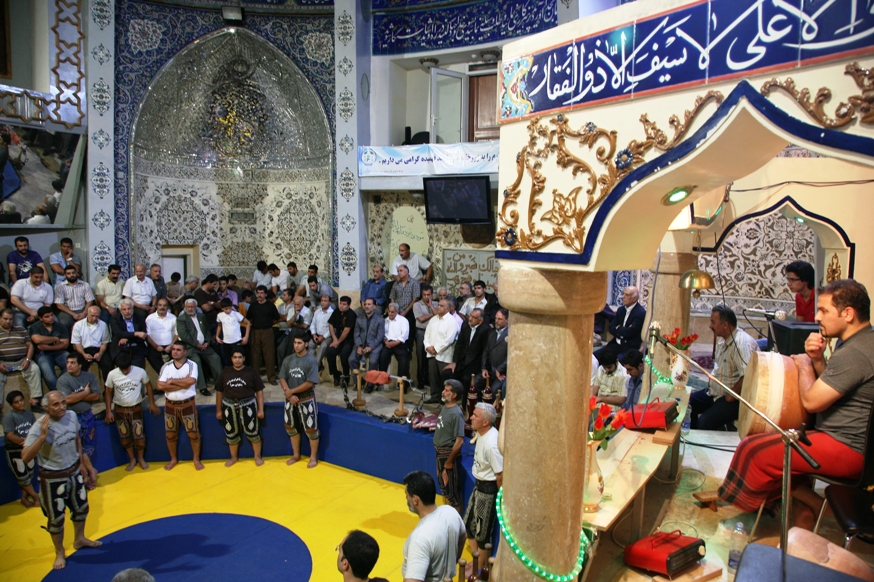
ورزشگاه شهید فهمیده، تهران

پهلوان سید علی، پهلوان پایتخت.

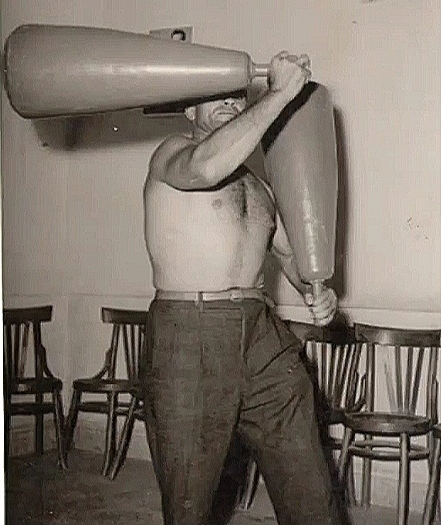
میل‌گیری پهلوان احمد وفادار، دهه ۳۰

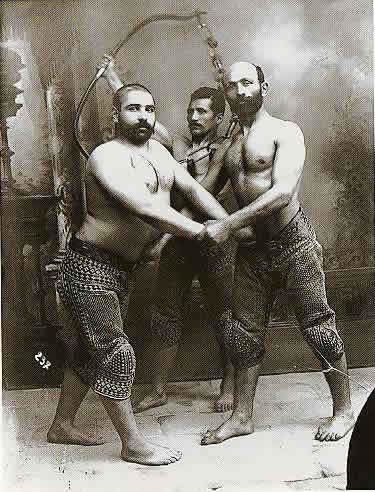
دهه ۱۳۱۰ خورشیدی

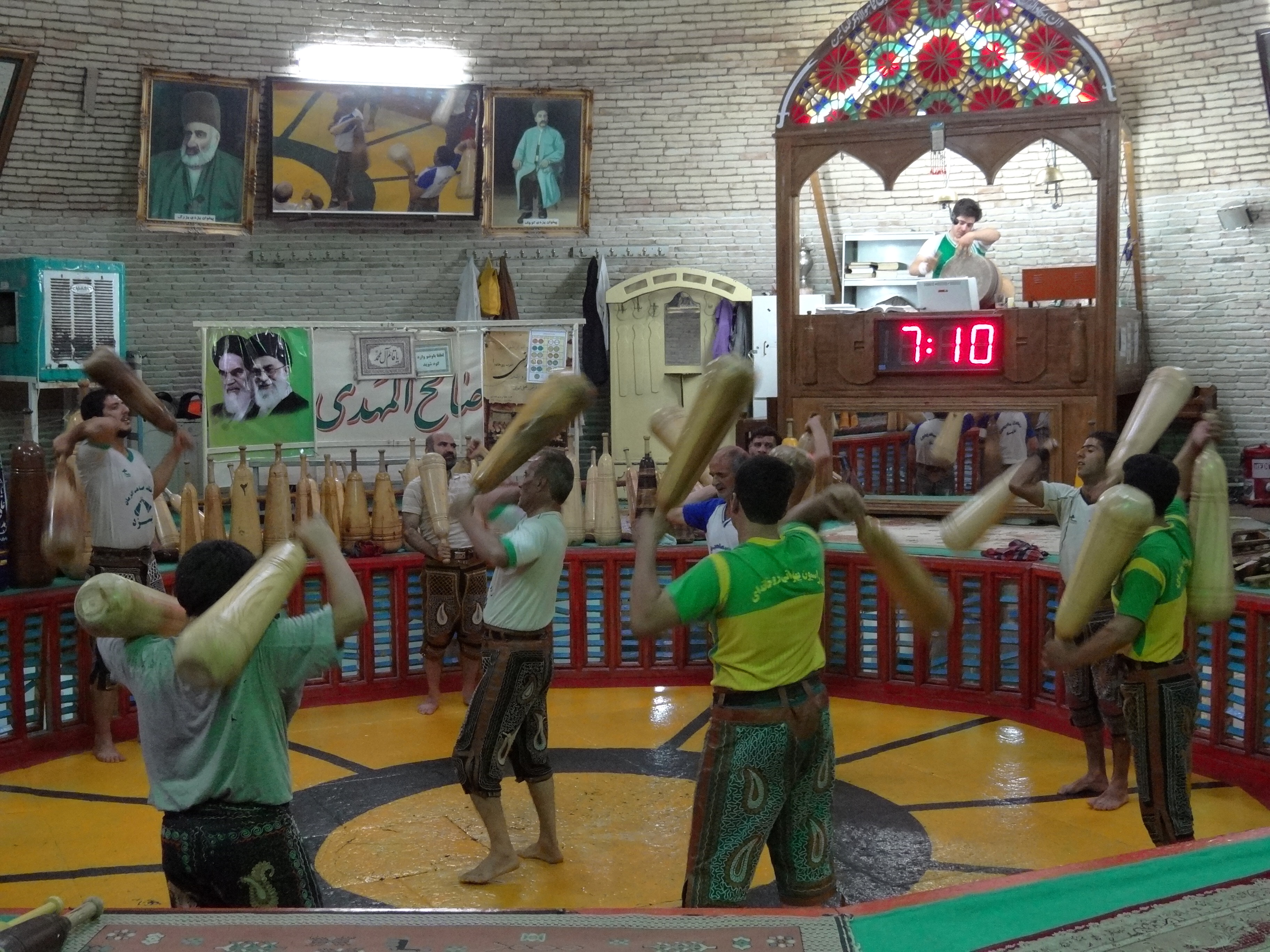
میل گرفتن، زورخانه امیرچخماق یزد

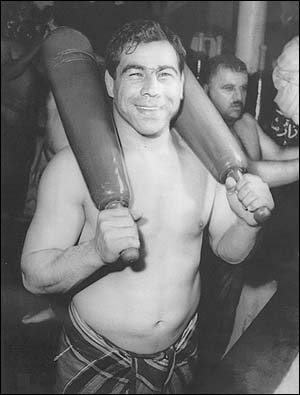
غلامرضا تختی

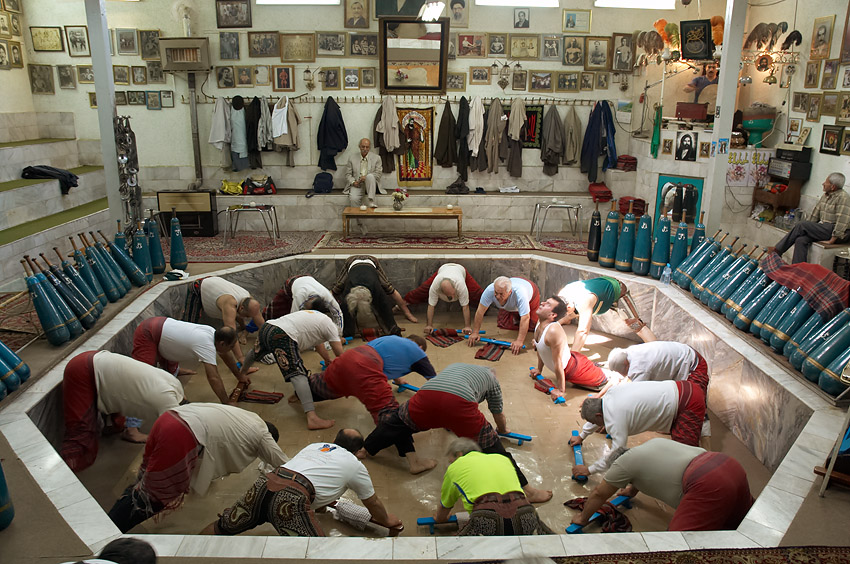
شنو رفتن، زورخانه چیذر تهران

## پیشینه
ورزش و انجام حرکات پهلوانی جزو فعالیت‌های اصلی روزمره ایرانیان در دوران باستان بوده‌ است. مردمان آن زمان، برای ورزشکاران با توان بدنی و منش و نگرش والای‌شان، ارزش بسیاری قائل بودند و همواره سپاسگزار ایشان بوده‌اند.
چنین برمی‌آید که، زورخانه در حدود هفتصد سال پیش (سده هفتم خورشیدی) به وسیلهٔ محمود معروف به پوریای ولی با این سازوکار امروزی بازسازمان‌دهی شده‌ است. از این‌رو، بر پایهٔ رفتار و منش تاریخی و اسطوره‌های ایران زورخانه می‌تواند دست کم در ایران تاریخی بسیار کهن‌تر از آنچه گمان می‌رود، داشته‌باشد.
جایگاه زورخانه در زنده‌کردن فرهنگ و آیین افتادگی و برادری که از عهد باستان در ایران رواج داشته‌است، اهمیت ویژه‌دارد.
در دانشنامه بروک‌هاوس چنین آمده: در بازه زمانی خاصی، در بیش از ۱۲۰۰ سال پیش که صلح و آرامش نسبی بر ایران حکم‌فرما بود، جنگجویان ایرانی افزار نبرد همچون گرز (میل)، کمان (کباده)، سپر (سنگ) و شمشیر (تخته شگاب) را برای آماده‌سازی بدن برای آینده، تبدیل به افزار ورزشی نموده و با این ها به ورزیدن تن و روان پرداختند.

## آداب و منش ورزش زورخانه‌ای
ورزش زورخانه‌ای آداب و سنت ویژه خود را دارد. آداب و سننی که با پیروی از پهلوانان و دلاوران افسانه‌ای دورهٔ باستانی و تاسی از پیشوای نخستین جوانمردان، خوی و منش مردانگی و افتادگی و جوانمردی را در ورزشکاران برمی‌انگیزد و یا نیرو می‌بخشد. ساختن این ویژگی‌های نیکو هماهنگ است با سروده‌ها و داستان‌هایی به صورت آهنگین و به همراهی «ضرب زورخانه» که مهم‌ترین ساز این نوع موسیقی است و برای برانگیختن ورزشکاران در هنگام ورزش از سوی «مرشد» خوانده می‌شود. ورزشکاران هماهنگ با موسیقی و نوای مرشد، جست‌وخیز می‌کنند و حرکات زیبای گروهی یا فردی به نمایش می‌گذارند.
ورزش باستانی در میان ورزشکاران به احترام و ادب شناخته شده و با اصول و هنجارهای بسیاری همراه است. برای نمونه همه حرکات با اجازه و درخواستن از پیش‌کسوتان و بزرگان زورخانه که به رخصت گرفتن معروف هست انجام می‌شود.
شعار ورزش باستانی پرورش تن و روان انسان است. به گونه‌ای که شیعیان بر این باورند که زورخانه مسجد دوم شان می باشد.یکی دیگر از اصلی‌ترین آداب زورخانه این است که ورزشکاران باید مواردی را از قبیل (فروتنی و ازخودگذشتگی، مروت، مردانگی، سفره‌داری، پاکیزگی، کمک به تهی‌دستان و تنگدستان و دیگر ویژگی‌های پهلوانی) را رعایت کند.

## جایگاه رزم در ورزش
کسانی بر این گمان هستند که مردان زورخانه در دوران باستان، آیین رزم هم می‌آموختند و می‌گویند ابزار و ورزش باستانی شباهت و همسانی شگرفی به جنگ‌افزار روزگاران کهن داشته‌است. با گرز و میل چوبی زورخانه، سپر و تخته بسیار سنگین یا همان سنگ و کمان و کباده زورخانه که با آن ماهیچه می‌پرورانند. به هر روی، فنون رزم و ورزش، دیر زمانی است که هر یک به راه خود رفته‌اند حتی چرخ زدن هم آیین رزم خودش را دارد به‌گونه‌ای که جوانی که بر بزرگ‌تر خود کنده می‌کشد و از او خواستار است که نخست من می‌چرخم فلسفه آیین رزمی‌اش این است که می‌خواهد بگوید بگذار نخست من شهید بشوم و جانبازی کنم؛ من خواستار جنگ در میدان هستم.
شیوه‌های گوناگون پرتاب‌ها را در میل بازی ‹‹چشمه›› گویند. در میل بازی افتادن میل از دست میل باز را افت گویند.

## گل‌ریزان
یکی از رسم‌های شیرین و شناخته‌شده زورخانه گلریزان است که همزمان با جشن‌ها و زادروزها و در برخی موارد برای قدردانی از زحمات پیشکسوتان و یا به منظور کمکی خاص مانند کمک فردی خاص و یا رویدادی خاص مانند زلزله و ... برگزار می‌شود، در پایان ورزش دو جوان دو گوشه لنگی را گرفته و دور می‌گردند و مردم در حد توان خود پول در آن لنگ می‌اندازند.

## حرکات و آداب در ورزش زورخانه‌ای
ورود به گود در ورزش زورخانه ای آدابی مخصوص دارد. به این ترتیب که نخست ورزشکاران در زورخانه به ترتیب کسوت و در مسابقه‌ها با نظر مربی وارد می‌شوند و به ترتیب مراحل زیر را انجام می‌دهند:
- زمین‌بوسی
- ورود به گود
- نرمش کردن
- جرگه‌زدن و کنده‌زدن (سلام باستانی)
- میل گیری
- برداشتن تخته شنا
- شنا رفتن
- نرمش پشت تخته
- میل گیری
- پا زدن
- چرخ زدن
- سنگ گرفتن: سایه‌زدن، کنده‌گرفتن، سجده کردن، بلندکردن سنگ
- چرخ زدن: ورزشکار دو تا دستان خود را کاملاً باز کرده و افزون بر چرخیدن به دور خود یک دایرهٔ بزرگ در جهت ساعت‌گرد هم می‌سازد. زمان چرخ معمولاً بین یک دقیقه تا سه دقیقه است.
- میل بازی: ورزشکار دو تا میل به وزن یک تا دو کیلو را بلند کرده و آن‌ها را با حرکات نمایشی به هوا پرتاب کرده و دوباره آن را می‌گیرد.
- شیرینکاری بین پا: ورزشکاران سبک و ترکه‌ای در حین ورزش پا، به میان گود آمده و حرکات نمایشی را انجام می‌دهند.

## رتبه‌بندی در ورزش زورخانه‌ای
ورزش زورخانه‌ای هم مانند برخی از ورزش‌ها مثل کاراته و کونگ فو ورزشکاران بر اساس رتبه‌ای که دریافت می‌کنند حرکات را به نوبه خود انجام می‌دهند.
- رتبه یک: ورزشکار پس از یک سال ورزش کردن به هنگام چرخ زدن مرشد برای او منکری می‌فرستد .
- رتبه دو: ورزشکار پس از سه سال ورزش کردن به هنگام چرخ زدن مرشد برای او صلوات می‌فرستد.
- رتبه سه: ورزشکار پس از شش سال ورزش کردن و داشتن دست‌کم هجده سال سن به هنگام بالا و پایین آمدن از گود مرشدبرای او صلوات می‌فرستد.
- رتبه چهارم: ورزشکار پس از دوازده سال ورزش کردن و داشتن دست‌کم بیست‌ودو سال سن به هنگام آمدن و رفتن از درآیگاه زورخانه مرشد برای او صلوات می‌فرستد.
- رتبه پنجم: ورزشکار پس از پانزده سال ورزش کردن و داشتن دست‌کم بیست‌وپنج سال سن به هنگام بالا و پایین آمدن از گود مرشد برای او ضرب می‌نوازد.
- رتبه ششم: ورزشکار پس از هجده سال ورزش کردن و داشتن دست‌کم بیست‌وهشت سال سن به هنگام آمدن و رفتن از در زورخانه مرشد برای او ضرب می‌نوازد.
- رتبه هفتم: ورزشکار پس از بیست‌وچهار سال ورزش کردن و داشتن دست‌کم سی‌ودو سال سن به هنگام چرخ زدن مرشد برای او زنگ می‌زند.
- رتبه هشتم: ورزشکار پس از سی‌ودو سال ورزش کردن و داشتن دست‌کم چهل‌ودو سال سن به هنگام بالا و پایین آمدن از گود مرشد برای او زنگ می‌زند.
- رتبه نهم: ورزشکار پس از چهل‌وپنج سال ورزش کردن و داشتن دست‌کم شصت‌وپنج سال سن به هنگام آمدن و رفتن از درآیگاه زورخانه مرشد برای او زنگ می‌زند که به این ورزشکاران زنگی می‌گویند که شمارشان در کشور بسیار کم است.

## جایگاه امروزی
اگر چه شاید امروز ورزش باستانی دارای رونق کم‌تری باشد اما هنوز هم برای کسانی که در گودهای زورخانه پیر شده‌اند خاطره‌انگیز است. امروزه در تهران ۵۰ زورخانه برقرار است؛ از مهم‌ترین زورخانه‌های پایتخت ایران ورزشگاه شهید فهمیده می‌باشد که میزبان مسابقه‌های کشوری فدراسیون پهلوانی و زورخانه‌ای ایران است و به ثبت ملی درآمده‌است. این باشگاه در شمال پارک شهر، خیابان شهید فیاض‌بخش تهران قرار دارد.
ورزش زورخانه‌ای امروزی در بسیاری از زمینه‌ها با ورزش سالیان دور تفاوت آشکاری کرده‌ است.
برای نمونه بستن لنگ در ورزش باستانی از سوی فدراسیون این ورزش ممنوع شده‌ است. اما در شهرهایی مانند کرمانشاه و اراک هنوز لنگ می‌بندند.
امروزه مسابقه‌های ورزش باستانی به صورت تیمی در یکی از شهرهای ایران انجام می‌گیرد که در آن هر تیم شامل ده نفر می‌باشد(۱مرشد-۸ورزشکار-۱میاندار) که ورزش را با پیچیدگی بسیار زیادی نسبت به ورزش سادهٔ زورخانه انجام می‌دهند.
این ورزش همچنین در بازی‌های همبستگی ۲۰۱۷ در ۷ رویداد برگزار شد که ایران با ۶ طلا و ۱ نقره در جدول مدال‌ها در این رشته در رتبه اول قرار گرفت.

## بازشناسی فرهنگی هنری ورزش زورخانه‌ای

پوستر نمایشگاه عکس زورخانه در خانهٔ فرهنگ ایران - پاریس، فرانسه

بنیاد فردوسی پس از بستن تفاهم‌نامه همکاری‌های فرهنگی و اجرایی با فدراسیون پهلوانی و زورخانه‌ای ایران توانسته‌است، فرهنگ پهلوانی و ورزش زورخانه‌ای را در ایران و جهان به گونه فرهنگی‌هنری بازبشناساند.
مهم‌ترین دستاوردهای بازشناسی فرهنگی هنری ورزش زورخانه‌ای از سوی بنیاد فردوسی عبارتند از:
- همکاری در برپایی سومین جشنوارهٔ شاهنامه‌خوانی عشایری و آیین‌های پهلوانی در فرهنگستان هنر
- همکاری در برگزاری نخستین جشنوارهٔ مرشدان برتر ایران برای تقدیر از مرشدان زورخانه[۱۱][۱۲]
- همکاری در برگزاری گردهمایی هزارهٔ شاهنامه در آکادمی دانش اتریش همراه با اجرای طرح ضرب و نقل با حضور تیم ملی ورزش پهلوانی و زورخانه‌ای ایران - Nov.2010 - وین و گراتس، اتریش[۱۳]
- همکاری در برپایی دو دوره، آیین روز ملی فرهنگ پهلوانی و ورزش زورخانه‌ای در تالار وحدت و برپایی هفتهٔ هنر پهلوانی در خانه هنرمندان ایران[۱۴][۱۵]
- برپایی نمایشگاه عکس زورخانه میثم موحدفرد و سعید محمودی ازناوه، هنرمندان عکاس ایران در خانهٔ فرهنگ ایران – Mar. , Apr. 2012- پاریس، فرانسه[۱۶]
- برپایی هفتهٔ هنر ایران در کره جنوبی با حضور تیم ملی ورزش پهلوانی و زورخانه‌ای ایران - Oct.2012 - به میزبانی مرکز فرهنگی گنگ‌سئو، دانشگاه گاچان دانشکدهٔ باستان‌شناسی هانیانگ و منطقهٔ سئونگ‌بوک شهر سئول و نهاد فرهنگی آرام نوری شهر ایل‌سان و دهکدهٔ جهانی ایته‌وون[۱۷]

از همین رو بنیاد فردوسی به عنوان برترین سازمان مردم‌نهاد ایران در زمینهٔ ترویج فرهنگ پهلوانی و ورزش زورخانه‌ای شناخته شده‌ است.

## بازوبند پهلوانی ایران‌زمین
در سده‌های پیشین برای شناختن «دارنده بازوبند پهلوانی ایران» رقابت‌های کشتی پهلوانی برگزار شد. اگر چه این کارزارها ریشه‌های باستانی دارد، چارچوب نوین آن از سال ۱۳۲۳ (۱۹۴۴) برگزار شده‌است. برنده این رقابت‌ها پهلوان نامیده می‌شود و دارنده بازوبند پهلوانی می‌شود. نخستین کسی که سه سال پیاپی بازوبند پهلوانی را به دست آورد پهلوان احمد وفادار بود که در سال‌های ۱۳۲۹٬۱۳۳۰٬۱۳۳۱ توانست بازوبند پهلوانی را از آن خود کند، به همین دلیل به وی لقب (پهلوان ابدی ایران) را دادند